# Stará Huť (Rybník nad Radbuzou)

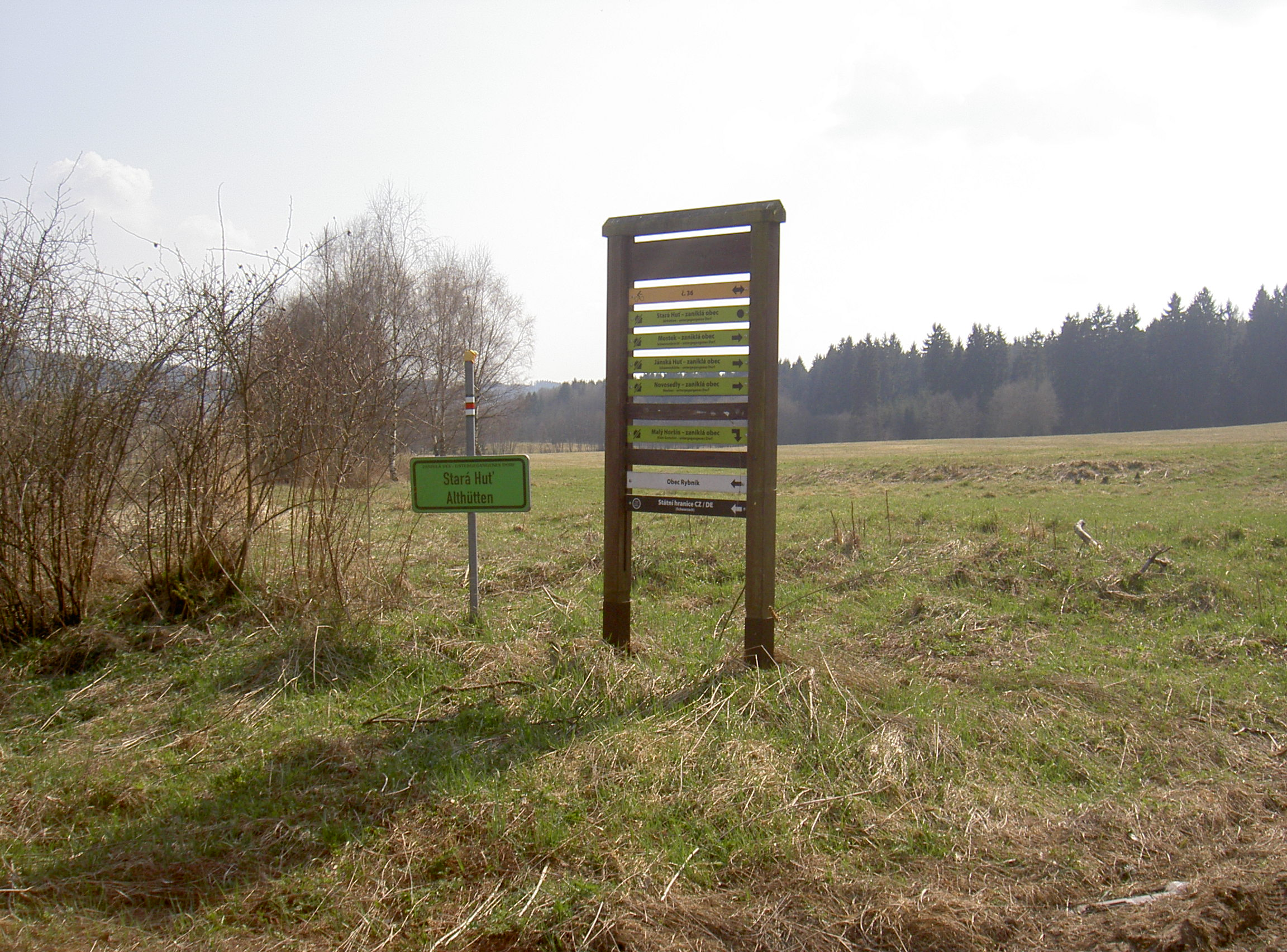
Althütten

Stará Huť (deutsch Althütten) ist eine Wüstung in der Gemeinde Rybník nad Radbuzou (deutsch Waier) im westböhmischen Okres Domažlice in Tschechien. Sie gehört zum Ortsteil Mostek und liegt auf dem Katastralbezirk Mostek u Rybníku. 

## Geographie
Stará Huť liegt an der oberen, noch nördlich fließenden Radbuza und füllte das Tal vom Fluss bis zum Wald am Železný vrch (Eisenberg, 790 m n.m.).
Es ist sechs Kilometer von Muttersdorf, von Schwanenbrückl und Waier jeweils eineinhalb Kilometer, von der Grenze zu Bayern zweieinhalb Kilometer entfernt. 

## Geschichte
Althütten verdankt seine Entstehung der ältesten Glashütte im nördlichen Böhmerwald. Sie soll vor 1579 errichtet worden sein. Der Ort bestand aus einer Mühle mit Brettsäge und einer Chaluppe, d. h. einem Wohnhaus für die Arbeiter. Die Glashütte stand laut Überlieferung hinter der Mühle. 
Bis zum Jahr 1728 gab es nur zwei Häuser mit vermutlich 12 Personen. 1784 waren es 11 Häuser mit 66, 1832 34 Häuser mit 278, 1910 39 Häuser mit 360 und 1921 49 Häuser mit 390 Bewohnern. Im Jahr 1945 betrug die Einwohnerzahl fast 500. Die meisten Bewohner besaßen eine kleine Landwirtschaft und waren nebenher als Maurer, Zimmerleute, Waldarbeiter oder Hilfsarbeiter tätig.
Eingepfarrt war Althütten die längste Zeit nach Muttersdorf. Erst im Jahre 1923 gelang es dem damaligen Pfarrer Johann Jiran, die Umpfarrung nach dem näheren Waier durchzusetzen.
In Althütten wurde der seltene Beruf des Mühlenbauers ausgeübt. Dieser fertigte Wasserräder und den Innenausbau der Mühlen. Die Althüttener Mühlenbauer arbeiteten für Mühlen entlang der Radbuza und ins Bayrische. Weitere Gewerbe waren: Zwei Mühlen, die Tschorschenmühle und die Sepplmühle, vier Schuhmacher, ein Schwarz- und Weißbäcker, eine Gemischtwarenhandlung, zwei Gasthäuser, das Weberwirtshaus und das Schwormer Wirtshaus. Althütten bildete einen Ortsteil von Schwanenbrückl.